# PGL Major: Kraków 2017
O PGL Major: Kraków 2017, também conhecido como PGL Major 2017 ou Cracóvia 2017, foi o décimo primeiro campeonato major de Counter-Strike: Global Offensive. É o primeiro Major organizado pela organização romena PGL e foi realizado em Cracóvia, Polônia, de 16 a 23 de julho de 2017. Ele contou com dezesseis equipes profissionais de CS:GO de todo o mundo. Oito equipes se classificaram diretamente com base nas suas colocações no Major anterior, o ELEAGUE Major 2017, enquanto outras oito equipes se classificaram por meio da qualificatória off-line. O PGL Major foi o quarto Major consecutivo com um prêmio total de prêmio total de US$ 1.000.000.
Os playoffs consistiram em oito equipes. Astralis, Fnatic, Gambit Esports, North, SK Gaming e Virtus.pro foram as Lendas que mantiveram seus status, enquanto BIG e Immortals adquiriram o status de Lenda. FaZe Clan e Natus Vincere perderam o status de Lenda após não conseguirem passar da fase de grupos. A grande final contou com dois azarões: Gambit Esports, que havia derrotado a Fnatic e a Astralis, e a Immortals, que derrotou a BIG e a Virtus.pro. O Major terminou com a Gambit derrotando a Immortals por 2 a 1 em uma em uma série de melhor de três relativamente disputada, marcando apenas a terceira vez que uma equipe  equipe não europeia venceu um Major (a equipe brasileira da Luminosity/SK venceu dois Majors) e a primeira vez que uma equipe asiática venceu um Major

## Formato
O formato permaneceu o mesmo do Major anterior. As oito melhores equipes de Atlanta 2017 (“Lendas”) foram automaticamente convidadas para a Cracóvia 2017. As oito vagas restantes foram preenchidas por equipes que avançaram na Qualificatória Off-line do PGL Major Kraków 2017. A Qualificatória Off-line de Cracóvia 2017 foi um torneio de sistema suíço de 16 equipes composto pelas oito últimas equipes de Atlanta 2017, além de oito equipes promovidas de quatro qualificatórias regionais. As oito melhores equipes da Qualificatória off-line, equipes com três vitórias, avançaram para o Major como “Desafiadoras”.
A fase de grupos do Major também foi uma fase de grupos de sistema suíço com 16 equipes. As oito melhores equipes no final da fase de grupos, equipes com três vitórias, avançaram para a fase de playoffs e se tornaram as novas Lendas. As equipes com três derrotas eram eliminadas, mas ganhavam um convite para a eliminatória off-line do próximo Major. Todas as partidas dos playoffs foram melhor de três, com eliminação simples.

### Mapas
O conjunto de mapas foi alterado para esse Major. A Dust II foi retirada da rotação competitiva e a Valve reintroduziu a Inferno, que havia sido retirada do conjunto de mapas para ser remodelada.
| - Cache - Cobblestone - Inferno - Mirage - Nuke - Overpass - Train |

## Equipes
Nomenclaturas dos "Seeds"
1. "Lendas" (1-8º colocados do Major anterior)
2. "Desafiadores" (Equipes que se classificaram para o Major através da Qualificatória off-line)

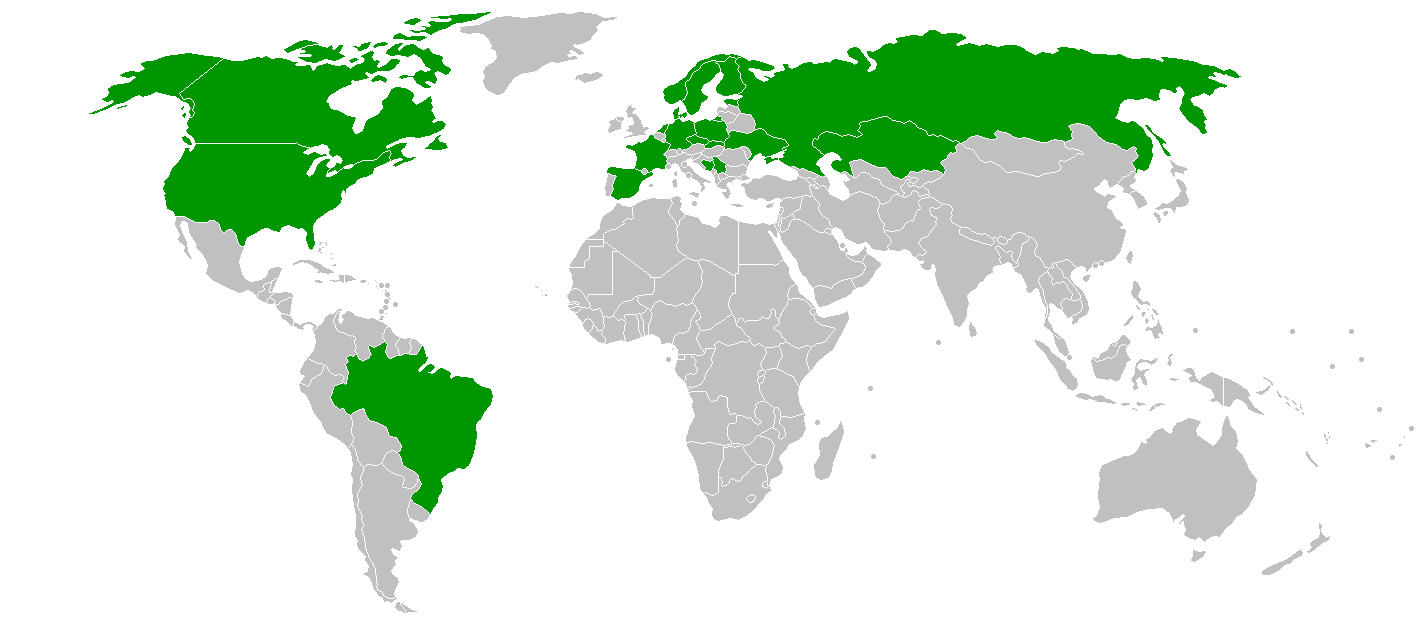
Países que tiveram representantes no PGL Major Kraków

| Região                             | Acr                                | Método de Qualificação                      | Equipe                             | Seed                               |
| Qualificado para a Fase das Lendas | Qualificado para a Fase das Lendas | Qualificado para a Fase das Lendas          | Qualificado para a Fase das Lendas | Qualificado para a Fase das Lendas |
| ---------------------------------- | ---------------------------------- | ------------------------------------------- | ---------------------------------- | ---------------------------------- |
| Europa                             | EU                                 | Campeão do ELEAGUE Major Atlanta 2017       | Astralis                           | 1                                  |
| CEI                                | CEI                                | Vice-campeão do ELEAGUE Major Atlanta 2017  | Virtus.pro                         | 1                                  |
| Américas                           | SA                                 | 3-4º colocado do ELEAGUE Major Atlanta 2017 | SK Gaming                          | 1                                  |
| Europa                             | EU                                 | 3-4º colocado do ELEAGUE Major Atlanta 2017 | Fnatic                             | 1                                  |
| CEI                                | CEI                                | 5-8º colocado do ELEAGUE Major Atlanta 2017 | Natus Vincere                      | 1                                  |
| Europa                             | EU                                 | 5-8º colocado do ELEAGUE Major Atlanta 2017 | Gambit Esports                     | 1                                  |
| Europa                             | EU                                 | 5-8º colocado do ELEAGUE Major Atlanta 2017 | North                              | 1                                  |
| Europa                             | EU                                 | 5-8º colocado do ELEAGUE Major Atlanta 2017 | FaZe Clan                          | 1                                  |
| Europa                             | EU                                 | Qualificatória Off-line                     | mousesports                        | 2                                  |
| Europa                             | EU                                 | Qualificatória Off-line                     | G2 Esports                         | 2                                  |
| Europa                             | EU                                 | Qualificatória Off-line                     | BIG                                | 2                                  |
| Américas                           | NA                                 | Qualificatória Off-line                     | Cloud9                             | 2                                  |
| Europa                             | EU                                 | Qualificatória Off-line                     | PENTA Sports                       | 2                                  |
| Américas                           | SA                                 | Qualificatória Off-line                     | Immortals                          | 2                                  |
| CEI                                | CEI                                | Qualificatória Off-line                     | Vega Squadron                      | 2                                  |
| CEI                                | CEI                                | Qualificatória Off-line                     | FlipSid3 Tactics                   | 2                                  |

## Fase de Grupos
A fase de grupos foi um torneio de sistema suíço com dezesseis equipes, no qual, após a primeira rodada, as equipes só enfrentaram outras equipes com o mesmo histórico de vitórias e derrotas. Cada partida era melhor de um, e nenhuma equipe jogava contra outra duas vezes. Todas as equipes jogavam até ganharem ou perderem três jogos: qualquer equipe com três vitórias avançava para a fase de playoffs, e qualquer equipe com três derrotas era eliminada. A fase de grupos e os playoffs foram disputados em Cracóvia, Polônia, com a fase de grupos sendo disputada em estúdio fechado e os playoffs sendo realizados na Tauron Arena Kraków.
| Pos. | Equipe           | V | D | RV | RD | DR  | Qualificação                 |
| ---- | ---------------- | - | - | -- | -- | --- | ---------------------------- |
| 1    | Gambit Esports   | 3 | 0 | 48 | 27 | +21 | Qualificado para os Playoffs |
| 2    | BIG              | 3 | 1 | 48 | 33 | +15 | Qualificado para os Playoffs |
| 3    | SK Gaming        | 3 | 1 | 62 | 46 | +16 | Qualificado para os Playoffs |
| 4    | North            | 3 | 1 | 63 | 54 | +9  | Qualificado para os Playoffs |
| 5    | Astralis         | 3 | 2 | 59 | 53 | +6  | Qualificado para os Playoffs |
| 6    | Virtus.pro       | 3 | 2 | 73 | 55 | +18 | Qualificado para os Playoffs |
| 7    | Immortals        | 3 | 2 | 74 | 57 | +17 | Qualificado para os Playoffs |
| 8    | Fnatic           | 3 | 2 | 73 | 66 | +7  | Qualificado para os Playoffs |
| 9    | Cloud9           | 2 | 3 | 70 | 74 | -4  | Eliminado                    |
| 10   | FlipSid3 Tactics | 2 | 3 | 59 | 71 | -12 | Eliminado                    |
| 11   | G2 Esports       | 2 | 3 | 57 | 79 | -22 | Eliminado                    |
| 12   | Natus Vincere    | 1 | 3 | 52 | 57 | -5  | Eliminado                    |
| 13   | mousesports      | 1 | 3 | 55 | 66 | -11 | Eliminado                    |
| 14   | PENTA Sports     | 1 | 3 | 51 | 62 | -11 | Eliminado                    |
| 15   | FaZe Clan        | 0 | 3 | 33 | 51 | -18 | Eliminado                    |
| 16   | Vega Squadron    | 0 | 3 | 22 | 48 | -26 | Eliminado                    |

## Playoffs
Por terem sido as 2 melhores equipes da Fase de grupos, a BIG e a Gambit jogaram contra um adversário selecionado aleatoriamente entre Virtus.pro, Immortals e Fnatic. A BIG recebeu a Immortals e a Gambit recebeu a Fnatic. Entre SK Gaming, North e Astralis, duas equipes sorteadas  desse grupo se enfrentariam e as equipes sorteadas foram SK Gaming e Astralis. As duas equipes restantes, North e Virtus.pro, se enfrentaram.

### Esquema
|  | Quartas de final | Quartas de final | Quartas de final | Quartas de final | Quartas de final | Quartas de final |    |           | Semifinais     | Semifinais | Semifinais | Semifinais | Semifinais | Semifinais |  |  | Final | Final          | Final | Final | Final | Final |
|  |                  |                  |                  |                  |                  |                  |    |           |                |            |            |            |            |            |  |  |       |                |       |       |       |       |
|  | 1                | Gambit Esports   | 16               | 16               | –                | 2                |    |           |                |            |            |            |            |            |  |  |       |                |       |       |       |       |
|  | 8                | Fnatic           | 14               | 12               | –                | 0                |    |           |                |            |            |            |            |            |  |  |       |                |       |       |       |       |
|  | 8                | Fnatic           | 14               | 12               | –                | 0                |    | 1         | Gambit Esports | 16         | 8          | 16         | 2          |            |  |  |       |                |       |       |       |       |
|  |                  |                  |                  |                  |                  |                  |    | 1         | Gambit Esports | 16         | 8          | 16         | 2          |            |  |  |       |                |       |       |       |       |
|  |                  | 5                | Astralis         | 10               | 16               | 12               | 1  |           |                |            |            |            |            |            |  |  |       |                |       |       |       |       |
|  | 3                | 5                | Astralis         | 10               | 16               | 12               | 1  | SK Gaming | 12             | 6          | –          | 0          |            |            |  |  |       |                |       |       |       |       |
|  | 3                |                  |                  |                  |                  |                  |    | SK Gaming | 12             | 6          | –          | 0          |            |            |  |  |       |                |       |       |       |       |
|  | 5                | Astralis         | 16               | 16               | –                | 2                |    |           |                |            |            |            |            |            |  |  |       |                |       |       |       |       |
|  |                  |                  |                  |                  |                  |                  |    |           |                |            |            |            |            |            |  |  | 1     | Gambit Esports | 4     | 16    | 16    | 2     |
|  |                  |                  | 7                | Immortals        | 16               | 11               | 10 | 1         |                |            |            |            |            |            |  |  |       |                |       |       |       |       |
|  | 2                | BIG              | 19               | 7                | 14               | 1                |    |           |                |            |            |            |            |            |  |  |       |                |       |       |       |       |
|  | 7                | Immortals        | 17               | 16               | 16               | 2                |    |           |                |            |            |            |            |            |  |  |       |                |       |       |       |       |
|  | 7                | Immortals        | 17               | 16               | 16               | 2                |    | 7         | Immortals      | 16         | 16         | –          | 2          |            |  |  |       |                |       |       |       |       |
|  |                  |                  |                  |                  |                  |                  |    | 7         | Immortals      | 16         | 16         | –          | 2          |            |  |  |       |                |       |       |       |       |
|  |                  | 6                | Virtus.pro       | 5                | 11               | –                | 0  |           |                |            |            |            |            |            |  |  |       |                |       |       |       |       |
|  | 4                | 6                | Virtus.pro       | 5                | 11               | –                | 0  | North     | 9              | 10         | –          | 0          |            |            |  |  |       |                |       |       |       |       |
|  | 4                |                  |                  |                  |                  |                  |    | North     | 9              | 10         | –          | 0          |            |            |  |  |       |                |       |       |       |       |
|  | 6                | Virtus.pro       | 16               | 16               | –                | 2                |    |           |                |            |            |            |            |            |  |  |       |                |       |       |       |       |

### Premiação
| PGL Major 2017                      |
| tamanho=60px                        |
| ----------------------------------- |
| Gambit Esports Campeão (1.º título) |

### Quartas de final
Casters: James Bardolph & ddk
| Pontuações de Gambit Esports vs. Fnatic | Pontuações de Gambit Esports vs. Fnatic | Pontuações de Gambit Esports vs. Fnatic | Pontuações de Gambit Esports vs. Fnatic | Pontuações de Gambit Esports vs. Fnatic |
| Equipe                                  | Pontuação                               | Mapa                                    | Pontuação                               | Equipe                                  |
| --------------------------------------- | --------------------------------------- | --------------------------------------- | --------------------------------------- | --------------------------------------- |
| Gambit Esports                          | 16                                      | Train                                   | 14                                      | Fnatic                                  |
| Gambit Esports                          | 16                                      | Inferno                                 | 12                                      | Fnatic                                  |
| Gambit Esports                          | –                                       | Overpass                                | –                                       | Fnatic                                  |

#### SK Gaming vs. Astralis
Casters: Anders Blume & Semmler
| Pontuações de SK Gaming vs. Astralis | Pontuações de SK Gaming vs. Astralis | Pontuações de SK Gaming vs. Astralis | Pontuações de SK Gaming vs. Astralis | Pontuações de SK Gaming vs. Astralis |
| Equipe                               | Pontuação                            | Mapa                                 | Pontuação                            | Equipe                               |
| ------------------------------------ | ------------------------------------ | ------------------------------------ | ------------------------------------ | ------------------------------------ |
| SK Gaming                            | 12                                   | Cache                                | 16                                   | Astralis                             |
| SK Gaming                            | 6                                    | Overpass                             | 16                                   | Astralis                             |
| SK Gaming                            | –                                    | Mirage                               | –                                    | Astralis                             |

#### BIG vs. Immortals
Casters: HenryG & Sadokist
| Pontuações de BIG vs. Immortals | Pontuações de BIG vs. Immortals | Pontuações de BIG vs. Immortals | Pontuações de BIG vs. Immortals | Pontuações de BIG vs. Immortals |
| Equipe                          | Pontuação                       | Mapa                            | Pontuação                       | Equipe                          |
| ------------------------------- | ------------------------------- | ------------------------------- | ------------------------------- | ------------------------------- |
| BIG                             | 19                              | Cobblestone                     | 17                              | Immortals                       |
| BIG                             | 7                               | Inferno                         | 16                              | Immortals                       |
| BIG                             | 14                              | Train                           | 16                              | Immortals                       |

Casters: Anders Blume & Semmler
| Pontuações de North vs. Virtus.pro | Pontuações de North vs. Virtus.pro | Pontuações de North vs. Virtus.pro | Pontuações de North vs. Virtus.pro | Pontuações de North vs. Virtus.pro |
| Equipe                             | Pontuação                          | Mapa                               | Pontuação                          | Equipe                             |
| ---------------------------------- | ---------------------------------- | ---------------------------------- | ---------------------------------- | ---------------------------------- |
| North                              | 9                                  | Cobblestone                        | 16                                 | Virtus.pro                         |
| North                              | 10                                 | Nuke                               | 16                                 | Virtus.pro                         |
| North                              | –                                  | Mirage                             | –                                  | Virtus.pro                         |

### Semifinal
Casters: James Bardolph & ddk
| Pontuações de Gambit Esports vs. Astralis | Pontuações de Gambit Esports vs. Astralis | Pontuações de Gambit Esports vs. Astralis | Pontuações de Gambit Esports vs. Astralis | Pontuações de Gambit Esports vs. Astralis |
| Equipe                                    | Pontuação                                 | Mapa                                      | Pontuação                                 | Equipe                                    |
| ----------------------------------------- | ----------------------------------------- | ----------------------------------------- | ----------------------------------------- | ----------------------------------------- |
| Gambit Esports                            | 16                                        | Overpass                                  | 10                                        | Astralis                                  |
| Gambit Esports                            | 8                                         | Inferno                                   | 16                                        | Astralis                                  |
| Gambit Esports                            | 16                                        | Train                                     | 12                                        | Astralis                                  |

Casters: Sadokist & HenryG
| Pontuações de Immortals vs. Virtus.pro | Pontuações de Immortals vs. Virtus.pro | Pontuações de Immortals vs. Virtus.pro | Pontuações de Immortals vs. Virtus.pro | Pontuações de Immortals vs. Virtus.pro |
| Equipe                                 | Pontuação                              | Mapa                                   | Pontuação                              | Equipe                                 |
| -------------------------------------- | -------------------------------------- | -------------------------------------- | -------------------------------------- | -------------------------------------- |
| Immortals                              | 16                                     | Inferno                                | 5                                      | Virtus.pro                             |
| Immortals                              | 16                                     | Mirage                                 | 11                                     | Virtus.pro                             |
| Immortals                              | –                                      | Cobblestone                            | –                                      | Virtus.pro                             |

### Final
Casters: Sadokist & HenryG
| Pontuações Gambit Esports vs. Immortals | Pontuações Gambit Esports vs. Immortals | Pontuações Gambit Esports vs. Immortals | Pontuações Gambit Esports vs. Immortals | Pontuações Gambit Esports vs. Immortals |
| Team                                    | Score                                   | Map                                     | Score                                   | Team                                    |
| --------------------------------------- | --------------------------------------- | --------------------------------------- | --------------------------------------- | --------------------------------------- |
| Gambit Esports                          | 4                                       | Cobblestone                             | 16                                      | Immortals                               |
| Gambit Esports                          | 16                                      | Train                                   | 11                                      | Immortals                               |
| Gambit Esports                          | 16                                      | Inferno                                 | 10                                      | Immortals                               |

## Classificação Final
As colocações finais são mostradas abaixo. O capitão de cada equipe é mostrado primeiro. 
| Colocação | Premiação   | Equipe           | Classificado para:                  | Elenco                                             | Treinador |
| --------- | ----------- | ---------------- | ----------------------------------- | -------------------------------------------------- | --------- |
| 1º        | US$ 500,000 | Gambit Esports   | Boston 2018 (Fase das Lendas)       | Zeus, AdreN, HObbit, mou, Dosia                    | kane      |
| 2º        | US$ 150,000 | Immortals        | Boston 2018 (Fase das Lendas)       | boltz, HEN1, kNg, LUCAS1, steel                    | zakk      |
| 3º – 4º   | US$ 70,000  | Astralis         | Boston 2018 (Fase das Lendas)       | gla1ve, dev1ce, dupreeh, Kjaerbye, Xyp9x           | zonic     |
| 3º – 4º   | US$ 70,000  | Virtus.pro       | Boston 2018 (Fase das Lendas)       | Snax, byali, NEO, pashaBiceps, TaZ                 | kuben     |
| 5º – 8º   | US$ 35,000  | Fnatic           | Boston 2018 (Fase das Lendas)       | flusha, dennis, JW, KRiMZ, olofmeister             | Jumpy     |
| 5º – 8º   | US$ 35,000  | SK Gaming        | Boston 2018 (Fase das Lendas)       | FalleN, coldzera, felps, fer, TACO                 | –         |
| 5º – 8º   | US$ 35,000  | BIG              | Boston 2018 (Fase das Lendas)       | gob b, keev, nex, tabseN, LEGIJA                   | kakafu    |
| 5º – 8º   | US$ 35,000  | North            | Boston 2018 (Fase das Lendas)       | MSL, aizy, cajunb, k0nfig, Magisk                  | ruggah    |
| 9º – 11º  | US$ 8,750   | Cloud9           | Boston 2018 (Fase dos Desafiadores) | Stewie2K, autimatic, n0thing, Skadoodle, shroud    | valens    |
| 9º – 11º  | US$ 8,750   | Flipsid3 Tactics | Boston 2018 (Fase dos Desafiadores) | B1ad3, electronic, markeloff, wayLander, WorldEdit | –         |
| 9º – 11º  | US$ 8,750   | G2 Esports       | Boston 2018 (Fase dos Desafiadores) | shox, apEX, bodyy, kennyS, NBK-                    | SmithZz   |
| 12º – 14º | US$ 8,750   | Natus Vincere    | Boston 2018 (Fase dos Desafiadores) | seized, Edward, flamie, GuardiaN, s1mple           | Andi      |
| 12º – 14º | US$ 8,750   | mousesports      | Boston 2018 (Fase dos Desafiadores) | chrisJ, denis, loWel, oskar, ropz                  | lmbt      |
| 12º – 14º | US$ 8,750   | PENTA Sports     | Boston 2018 (Fase dos Desafiadores) | kRYSTAL, HS, innocent, suNny, zehN                 | –         |
| 15º – 16º | US$ 8,750   | FaZe Clan        | Boston 2018 (Fase dos Desafiadores) | karrigan, allu, kioShiMa, NiKo, rain               | RobbaN    |
| 15º – 16º | US$ 8,750   | Vega Squadron    | Boston 2018 (Fase dos Desafiadores) | jR, chopper, hutji, keshandr, mir                  | Lk-       |